# 薬王院 (各務原市)
薬王院（やくおういん）は岐阜県各務原市各務おがせ町にある薬師如来を本尊とする臨済宗妙心寺派の寺院で、山号は東方山。美濃新四国24番札所である。
寛永年間に夢告により苧ヶ瀬池から見つかった薬師如来を祀るため、万霊和尚が開山となって寛永19年（1642年）に建立された。鵜沼の古刹大安寺の末寺として運営されたが、江戸時代に火災などに遭ったため要堂次いで恵霖尼により中興された。
本堂の薬師如来のほか、弘法大師ならびに八大竜王を祀る。